# Олексенко Зінаїда Володимирівна
Олексенко Зінаїда Володимирівна (нар.17 грудня 1948, Миргород Полтавської області) — художниця, поетеса, заслужений працівник промисловості України.

## Біографія
У 1968 році закінчила Миргородський керамічний технікум, в 1975 році — Львівський державний інститут прикладного та декоративного мистецтва.
На Полонському фарфоровому заводі з 1968 по 1969 рік та з 1975 по 2007 рік. Працювала художником, провідним художником Полонського фарфорового заводу.
Займалася розробкою нових форм фарфорових виробів та різних видів оздоблення заводської продукції. Нею створено понад 400 нових зразків, з яких 150 були впроваджені до виробництва. Зінаїда Володимирівна є автором чайного та кавового сервізів «Серенада» (із використанням чорної глазурі), який мав великий успіх у споживачів і довгий час займав особливе місце в асортименті заводської продукції.
З 1976 року її роботи експонуються на республіканських, всесоюзних, зарубіжних художніх виставках декоративно-прикладного мистецтва. Кращі з них знаходяться в колекціях різних музеїв України, а саме: Національному музеї українського народного декоративного мистецтва (м. Київ), Сумському державному художньому музеї, Хмельницькому обласному краєзнавчому музеї, Переяславському історико-етнографічному заповіднику, Чорноморському музеї фарфору, Миргородському краєзнавчому музеї, історичному музеї Полонської міської ради ОТГ у відділі «Фарфор Полонного».
Зінаїда Олексенко — секретар товариства «Просвіта», голова літературно-мистецької вітальні «Полонь». Літературну діяльність розпочала з 1997 року. Добірки її віршів друкувалися в колективних збірках: «Полонь» (2000, 2007, 2016), «Безсоння вишень» (2000), «Осик осінній сон» (2001), «Творче Поділля. Ювілей» (2003), «Антологія сучасної новелістики та лірики України — 2004» (2004), «Лелеки літа» (2008), «Вишнева повінь» (Антологія сучасної жіночої поезії Полтавщини) (2012), «У серці моєму Хмельниччина рідна» (2013), «Літературне мереживо подолянок» (2013), «Медобори» (№ 8 2013, № 10 2016, № 12 2017, № 15 2019), «Дух вічний України» (2015), часописах «Літературна громада», «Склянка часу», на сторінках районної газети «Новий шлях». Автор книжок «Очима серця» (2004), «Між серцем і Богом» 2011).

## Нагороди та відзнаки
- Диплом II ступеня Головного комітету Виставки досягнень народного господарства Української РСР за розробку посуду для весільного столу (1979)
- Медаль «Лауреат ВВЦ» (Всеросійський Виставковий Центр, Москва) (1994).
- Почесна Грамота Президії Верховної Ради Української РСР (1990).
- Заслужений працівник промисловості України (1997)[5].
- Лауреат районної літературно-мистецької премії ім. Олени Пчілки (2000).

## Поетичні збірки
- Між серцем і Богом. — Київ: Україн. клуб, 2011. — 94 с.
- Очима серця: Вірші. — Полонне: Автограф, 2004. — 80с.